# Faune ivre

Le Faune ivre est une statue en bronze connue aussi sous le nom de Retour d’une fête de Bacchus. Elle est l’œuvre du sculpteur Léon Cugnot qui débute son exécution en 1863. Elle est fondue e 1870 par Thiébaut Victor. Il appartient à la Collection de sculptures du musée des Beaux-Arts de Lyon.

## Description
Situé dans le jardin du Musée des Beaux-arts, le Faune ivre (1863-1870) de Léon Cugnot. est un bronze mesurant  145 com de hauteur. Elle représente un faune sous une forme humaine, portant une amphore sur l’épaule droite. Il a un large sourire et des yeux rieurs qui induisent un état d’ébriété. Un chien est entre ses jambes, une patte sur un tambourin écrasant au sol des grappes de raisins.

## Histoire
Cette sculpture est une œuvre de jeunesse de Léon Cugnot. Il a 28 ans lorsqu’il la réalise lors de son séjour à l’Académie de France à Rome. Avec ce sujet, l’artiste s’inscrit dans la tradition des créateurs antiques. Cette œuvre empruntent plus particulièrement à la physionomie du Faune dansant, statue retrouvée en 1830 à Pompéi dans le bassin central d’un atrium, aujourd’hui conservée au Musée archéologique national de Naples et du Faune Médicis, conservé au Palais des Offices à Florence.